# Alexander Schoeller

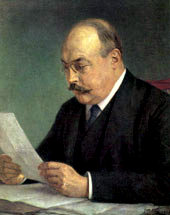
Alexander Schoeller

Julius Alexander Schoeller (* 24. März 1852 in Elberfeld (heute Stadtteil von Wuppertal); † 22. November 1911 in Berlin) war ein deutscher Bankier.

## Leben
Der Sohn des Elberfelder Fabrikanten, Stadtrats und Mitglieds der Handelskammer Carl August Schoeller (1802–1874) und der Ida Blank (1811–1891) wurde nach einer Lehre im Bankhaus Arthur Blanck und diversen Auslandsaufenthalten – unter anderem in Uruguay, Belgien und Großbritannien – 1877 Direktor der Filiale Hamburg der Deutschen Bank. 1879 trat er als Beamter in die Preußische Seehandlung ein und wurde in der Folge auch mit dem Titel Geheimer Seehandlungsrat ausgezeichnet. 1884 wechselte er auf Betreiben von Adolph von Hansemann zur Direction der Disconto-Gesellschaft, der er bis zu seinem Tod als persönlich haftender Gesellschafter angehörte.
Schwerpunkt der Arbeit Schoellers war zum einen die Finanzierung der rheinisch-westfälischen Schwerindustrie. So war er als Aufsichtsrat der Deutsch-Luxemburgischen Bergwerks- und Hütten-AG, des RWE, der Gelsenkirchener Bergwerks-AG, des Eschweiler Bergwerks-Vereins sowie der Zeche Nordstern an der Finanzierung der Montankonzerne von Hugo Stinnes, August Thyssen und Emil Kirdorf beteiligt.
Zum anderen war er stark in der Finanzierung der deutschen Kolonialunternehmen engagiert, zum Beispiel der Deutsch-Neuguinea-Gesellschaft und der Otavi Minen- und Eisenbahn-Gesellschaft.
Für seine Verdienste wurde Schoeller mit dem Roten Adlerorden III. Klasse mit Schleife und dem Komturkreuz mit Stern des österreichischen Franz-Joseph-Ordens ausgezeichnet.
Alexander Schoeller starb 1911 im Alter von 59 Jahren in Berlin und wurde im Erbbegräbnis der Familie Schoeller auf dem Alten St.-Matthäus-Kirchhof in Schöneberg beigesetzt. Das erhaltene Wandgrab im Stil des Historismus aus Klinker mit schwarzer Verkleidung aus Syenit schufen die Architekten Kayser & von Großheim.

## Familie
Julius Alexander Schoeller, abstammend aus der Rheinischen Unternehmerfamilie Schoeller, war verheiratet mit Maria Dirksen (1866–1925), mit der er zwei Söhne und vier Töchter hatte. Sein Sohn Alexander (1886–1960) folgte seinem Vater als Bankier und wurde unter anderem Direktor der Diskontogesellschaft in Saarbrücken, des A. Schaaffhausen’scher Bankvereins in Aachen und der Deutschen Bank in Görlitz. Dessen Sohn Alexander Schoeller (1925–1987) heiratete in den Dürener Zweig der Familie ein und übernahm das Familienunternehmen Anker-Teppichboden.
Von seinen vier Töchtern heirateten Alice (* 1890) den Bildhauer Paul Oesten, Maria (* 1896) den Jagdflieger Carl Bolle und Nellie (1903–1975) den Widerstandskämpfer Erwin Planck.